# Phrynosomimus
Phrynosomimus — вимерлий рід ігуанської ящірки з пізньої крейди Монголії, що належить до вимерлої родини Priscagamidae. Типовий вид Phrynosomimus asper був названий у 1996 році. Скам'янілості були знайдені в формаціях Барун Гойот і Дядохта і включають кілька повних черепів. Phrynosomimus має короткий трикутний череп із кістковими шипами, що виступають із спини, що походить від лускатої та тім'яної кісток. Ці шипи надають йому вигляду, подібного до сучасної рогатої ящірки Phrynosoma, і надихають її назву, що означає «імітатор Phrynosoma». Як і інші прискагаміди, він має акродонтний зубний ряд, тобто його зуби ростуть з країв щелеп, а не з внутрішньої поверхні, як у випадку з плевродонтними зубами більшості ящірок.